# Milestones (Roy Orbison)
Milestones è un album in studio del cantautore e chitarrista statunitense Roy Orbison, pubblicato nel 1973.

## Tracce
Side 1
1. I Wanna Live (John D. Loudermilk)
2. You Don't Know Me (Cindy Walker, Eddy Arnold)
3. California Sunshine Girl (Letha Purdom)
4. Words (Barry Gibb, Robin Gibb, Maurice Gibb)
5. Blue Rain (Coming Down) (Roy Orbison, Joe Melson)
6. Drift Away (Mentor Williams)

Side 2
1. You Lay So Easy on My Mind (Donald L. Riis, Bobby G. Rice, Charles W. Fields)
2. The World You Live In (Joe Melson, Suzie Melson)
3. Sweet Caroline (Neil Diamond)
4. I've Been Loving You Too Long (To Stop Now) (Otis Redding, Jerry Butler)
5. The Morning After (Al Kasha, Joel Hirschhorn)